# Hoplophyllum
Hoplophyllum là một chi thực vật có hoa trong họ Cúc (Asteraceae).

## Loài
Chi Hoplophyllum gồm các loài: